# Championnats du monde de descente de canoë-kayak 1963
Navigation
Championnats du monde de descente 1961 Championnats du monde de descente 1965
Les 3e championnats du monde de descente en canoë-kayak de 1963 se sont tenus à Spittal en Autriche, sous l'égide de la Fédération internationale de canoë.

## Podiums

### K1 (Folding F1)
| Rang               | Athlète                | Pays               | Temps |
| ------------------ | ---------------------- | ------------------ | ----- |
| Médaille d'or      | Kurt Presslmayr        | Autriche           |       |
| Médaille d'argent  | Klaus Lettmann         | Allemagne de l'Est |       |
| Médaille de bronze | Siegfried Gunzenberger | France             |       |

| Rang               | Athlète             | Pays                 | Temps |
| ------------------ | ------------------- | -------------------- | ----- |
| Médaille d'or      | Anneliese Bauer     | Allemagne de l'Est   |       |
| Médaille d'argent  | Rosemarie Biesinger | Allemagne de l'Ouest |       |
| Médaille de bronze | Hilde Urbaniak      | Allemagne de l'Ouest |       |

| Rang               | Athlète                                     | Pays                 | Temps |
| ------------------ | ------------------------------------------- | -------------------- | ----- |
| Médaille d'or      | Jürgen Albrecht Manfred Vogt Klaus Lettmann | Allemagne de l'Ouest |       |
| Médaille d'argent  | Jürgen Bremer Dieter Bielig Eberhard Gläser | Allemagne de l'Est   |       |
| Médaille de bronze | Heinz Dopsch Robert Fabian Kurt Presslmayr  | Autriche             |       |

| Rang               | Athlète                                           | Pays                 | Temps |
| ------------------ | ------------------------------------------------- | -------------------- | ----- |
| Médaille d'or      | Anneliese Bauer Ursula Gläser Lia Schilhuber      | Allemagne de l'Est   |       |
| Médaille d'argent  | Rosemarie Biesinger Bärbel Körner Kirsten Schmidt | Allemagne de l'Ouest |       |
| Médaille de bronze | Ludmilla Polesna Renate Knyova Jana Zverinova     | Tchécoslovaquie      |       |

### K1
| Rang               | Athlète           | Pays               | Temps |
| ------------------ | ----------------- | ------------------ | ----- |
| Médaille d'or      | Rudolf Klepp      | Autriche           |       |
| Médaille d'argent  | Karl-Heinz Englet | Allemagne de l'Est |       |
| Médaille de bronze | Jean Grosrey      | Suisse             |       |

| Rang               | Athlète                                        | Pays                 | Temps |
| ------------------ | ---------------------------------------------- | -------------------- | ----- |
| Médaille d'or      | Karl-Heinz Englet Rudi Grünwerth Karl Schröder | Allemagne de l'Ouest |       |
| Médaille d'argent  | Rudolf Klepp Helmut Leitner Helmar Steindl     | Autriche             |       |
| Médaille de bronze | Volkmar Fleischer Fritz Lange Rolf Luber       | Allemagne de l'Est   |       |

### C1
| Rang               | Athlète            | Pays               | Temps |
| ------------------ | ------------------ | ------------------ | ----- |
| Médaille d'or      | Heinz Grobat       | Suisse             |       |
| Médaille d'argent  | Manfred Schubert   | Allemagne de l'Est |       |
| Médaille de bronze | Bohuslav Pospichal | Tchécoslovaquie    |       |

| Rang               | Athlète                                             | Pays               | Temps |
| ------------------ | --------------------------------------------------- | ------------------ | ----- |
| Médaille d'or      | Vaclav Janovsky Vladimir Jirasek Bohuslav Pospichal | Tchécoslovaquie    |       |
| Médaille d'argent  | Karl-Heinz Wozniak Manfred Schubert Gert Kleinert   | Allemagne de l'Est |       |
| Médaille de bronze | Jean-Claude Tochon René Girard Heinz Grobat         | Suisse             |       |

### C2
| Rang               | Athlète                       | Pays               | Temps |
| ------------------ | ----------------------------- | ------------------ | ----- |
| Médaille d'or      | Zdenek Valenta Miroslav Stach | Tchécoslovaquie    |       |
| Médaille d'argent  | Willi Landers Ulrich Hippauf  | Allemagne de l'Est |       |
| Médaille de bronze | Manfred Merkel Günther Merkel | Allemagne de l'Est |       |

| Rang               | Athlète                                                       | Pays                 | Temps |
| ------------------ | ------------------------------------------------------------- | -------------------- | ----- |
| Médaille d'or      | Merkel / Merkel Noack / Lück Seifert / Glöckner               | Allemagne de l'Est   |       |
| Médaille d'argent  | Tutschka / Haberzettl Kerbl / Gürtelbauer Schilhuber / Biegel | Autriche             |       |
| Médaille de bronze | Gehlen / Bohry Komnik / Asmer Roock / Brümmer                 | Allemagne de l'Ouest |       |

| Rang               | Athlète                           | Pays               | Temps |
| ------------------ | --------------------------------- | ------------------ | ----- |
| Médaille d'or      | Nicole Lansmanne Georges Dransart | France             |       |
| Médaille d'argent  | Willi Landers Edith Grabo         | Allemagne de l'Est |       |
| Médaille de bronze | Jean Olry Henriette Guette        | France             |       |

| Rang               | Athlète                                                                                        | Pays               | Temps |
| ------------------ | ---------------------------------------------------------------------------------------------- | ------------------ | ----- |
| Médaille d'or      | Gérard Ghidini / Gisèle Charlon Nicole Lansmanne/ Georges Dransart Jean Olry/ Henriette Guette | France             |       |
| Médaille d'argent  | Bardet / Bardet Mosimann / Mosimann Ruch / Roth                                                | Suisse             |       |
| Médaille de bronze | Wunderlich / Teso Lempert / Krüger Grabo / Landers                                             | Allemagne de l'Est |       |

## Tableau des médailles
| Rang  | Nation               | Or | Argent | Bronze | Total |
| ----- | -------------------- | -- | ------ | ------ | ----- |
| 1     | Allemagne de l'Est   | 3  | 7      | 3      | 13    |
| 2     | Allemagne de l'Ouest | 2  | 2      | 2      | 6     |
| 3     | Autriche             | 2  | 2      | 1      | 5     |
| 4     | France               | 2  | 0      | 2      | 4     |
| -     | Tchécoslovaquie      | 2  | 0      | 2      | 4     |
| 6     | Suisse               | 1  | 1      | 2      | 4     |
| Total | Total                | 12 | 12     | 12     | 36    |